# Ocean's (série de films)
Pour les articles homonymes, voir Océan (homonymie).
 Pour plus de détails, voir Fiche technique et Distribution
Ocean's est une série de films américains. Les trois premiers sont réalisés par Steven Soderbergh, avec en tête d'affiche George Clooney (Danny Ocean), Brad Pitt (Rusty Ryan) et Matt Damon (Linus Caldwell). Le premier film, Ocean's Eleven (2001), est un remake de L'Inconnu de Las Vegas (1960). Il est suivi de Ocean's Twelve en 2004 et Ocean's Thirteen en 2007.
Un quatrième film, Ocean's 8, constitué en majeure partie d'une distribution féminine, sort en 2018. Produit par Steven Soderbergh et George Clooney, il est réalisé par Gary Ross. Ce spin-off met en vedette Sandra Bullock dans le rôle de Debbie Ocean, la sœur de Danny Ocean. Un autre film est prévu.

## Films

### Ocean's Eleven(2001)
Fraichement sorti de prison dans le New Jersey, Daniel « Danny » Ocean monte une équipe de dix voleurs, afin de cambrioler le coffre-fort d'un casino de Las Vegas. Il décide ainsi de se venger de Terry Benedict, le patron du casino, qui lui a « volé » sa femme, Tess. Son équipe est composée de son acolyte Ryan, du pickpocket Linus Caldwell, Basher Tarr (expert en explosifs), Ruben Tishkoff (rival de Benedict qui connaît les systèmes de sécurité des casinos), Livingston Dell (expert en informatique) les frères Virgil et Turk Malloy, Frank Catton, le vétéran Saul Bloom et Yen, véritable contorsionniste et acrobate.

### Ocean's Twelve(2004)
Trois ans après le casse du casino de Terry Benedict à Las Vegas, les « onze » du gang de Danny Ocean se sont dispersés dans la nature avec l'intention de mener une existence honnête. Malheureusement, un mystérieux voleur français du nom de François Toulour, alias « Le Renard de la Nuit », désireux de montrer qu'il est plus doué qu'eux, donne leurs noms à Terry Benedict. Ce dernier leur laisse deux semaines afin de rembourser l'argent qu'ils lui ont volé, avec les intérêts (soit 197 millions de dollars en deux semaines). Ceux-ci doivent pour rembourser leur dette accepter le défi de Toulour, ce qui les mène à Amsterdam, Rome, à la Tonnara de Scopello en Sicile et à Paris où ils se mettent sur la piste du tout premier titre boursier et d'un œuf de Fabergé (l'Œuf au carrosse du couronnement). Par ailleurs, l'enquête est menée par une inspectrice coriace d'Europol, Isabel Lahiri, qui semble très bien connaître Rusty.

### Ocean's Thirteen(2007)
Quelques années plus tard, Danny Ocean convoque en urgence ses complices à Las Vegas : leur ami et mentor Reuben Tishkoff a été victime d'un infarctus du myocarde. Le choc a été causé par un coup fourré de Willy Bank. Ce dernier, magnat des casinos réputé sans scrupule et sans pitié, a laissé Ruben sur la paille. La bande de Danny décide d'infliger une sévère correction à ce nouvel ennemi, qui va inaugurer en grande pompe son nouvel établissement, The Bank. Tous les moyens seront bons : truquer les dés, la roulette, pirater les machines à sous, les mélangeurs de cartes, ruiner le séjour de l'homme chargé d'évaluer l'hôtel pour Royal Review, provoquer un tremblement de terre, et même faire alliance avec leur pire ennemi, Terry Benedict. Ce dernier ne voit pas d'un bon œil l'arrivée de Willy Bank car son casino gêne la piscine de son Bellagio.

### Ocean's 8(2018)
Debbie Ocean, la sœur de Daniel (fraichement décédé), sort de prison après cinq ans de détention. Elle a passé tout ce temps à préparer un projet particulièrement ambitieux et méticuleusement pensé : il s'agit de dérober le Toussaint, un collier de diamants de Cartier estimé à 150 millions de dollars, lors du gala annuel du Metropolitan Museum of Art de New York, le célèbre Met Gala, qui est organisé cette année dans le cadre d'une exposition des plus grandes parures de bijoux royaux.
Elle s'associe avec Lou Miller (Cate Blanchett), une ancienne complice. Pour exécuter son plan, Debbie décide d'utiliser à son insu l'actrice Daphne Kluger (Anne Hathaway), qui portera le Toussaint. Le duo manipule et engage la créatrice de mode Rose Weil (Helena Bonham Carter), largement endettée auprès des impôts, afin que celle-ci soit la couturière qui habillera Daphne Kluger. Elles recrutent également la voleuse à la tire Constance (Awkwafina), la pirate informatique Nine Ball (Rihanna), la bijoutière et tailleuse de diamant Amita (Mindy Kaling), ainsi que Tammy (Sarah Paulson), une ancienne connaissance de Debbie devenue mère de famille, spécialisée dans le recel et la revente.

### Autres films prévus

#### Préquelle
En mai 2022, une préquelle située en Europe dans les années 1960 est annoncée. L'intrigue pourrait inclure des éléments reliant au film original L'Inconnu de Las Vegas (1960). Il ne s'agit pas d'un reboot de la franchise. Margot Robbie est annoncée dans le rôle principal et comme productrice. Jay Roach est annoncé comme réalisateur d'après un script écrit par Carrie Solomon. Le projet est produit Warner Bros., LuckyChap Entertainment et Village Roadshow. Le tournage était initialement prévu pour le printemps 2023. Il est cependant repoussé à une date ultérieure en raison de l'emploi du temps surchargé des acteurs principaux. En juillet 2025, il est finalement annoncé que le film pourrait être réalisé par Lee Isaac Chung et écrit par Carrie Solomon.

#### Projet de suite
Une suite directe à Ocean's Thirteen a été évoquée, jusqu'au décès de Bernie Mac en 2008. En juin 2021, Don Cheadle révèle que Steven Soderbergh a travaillé sur une idée de suite. Peu après, Matt Damon exprime son envie de refaire un film ajoutant que cela dépend de Steven Soderbergh,.
En décembre 2023, George Clooney confirme qu'un script est en développement mais que le film ne s'appellera pas Ocean's 14. L'idée est de nouveau évoquée par Brad Pitt et George Clooney en septembre 2024 avec Edward Berger envisagé comme réalisateur. En janvier 2025, c'est finalement David Leitch qui est évoqué au poste de réalisateur.

## Fiche technique
|                            | Ocean's Eleven (2001)                     | Ocean's Twelve (2004)                     | Ocean's Thirteen (2007)                   | Ocean's 8 (spin-off, 2018)               |
| -------------------------- | ----------------------------------------- | ----------------------------------------- | ----------------------------------------- | ---------------------------------------- |
| Titre québécois            | L'Inconnu de Las Vegas                    | Le retour de Danny Ocean                  | Danny Ocean 13                            | Debbie Ocean 8                           |
| Réalisateurs               | Steven Soderbergh                         | Steven Soderbergh                         | Steven Soderbergh                         | Gary Ross                                |
| Scénaristes                | Ted Griffin                               |                                           | Brian Koppelman                           | Olivia Milch                             |
| Scénaristes                |                                           | George Nolfi                              | David Levien                              | Gary Ross                                |
| Montage                    | Stephen Mirrione                          | Stephen Mirrione                          | Stephen Mirrione                          | Juliette Welfling                        |
| Producteurs                | Jerry Weintraub                           | Jerry Weintraub                           | Jerry Weintraub                           | George Clooney                           |
| Producteurs                |                                           |                                           | Steven Soderbergh                         |                                          |
| Musique                    | David Holmes                              | David Holmes                              | David Holmes                              | Daniel Pemberton                         |
| Photographie               | Steven Soderbergh (crédité Peter Andrews) | Steven Soderbergh (crédité Peter Andrews) | Steven Soderbergh (crédité Peter Andrews) | Eigil Bryld                              |
| Dates de sortie États-Unis | 7 décembre 2001                           | 10 décembre 2004                          | 8 juin 2007                               | 8 juin 2018                              |
| Dates de sortie France     | 6 février 2002                            | 15 décembre 2004                          | 20 juin 2007                              | 13 juin 2018                             |
| Durée                      | 116 minutes                               | 125 minutes                               | 122 minutes                               | 110 minutes                              |
| Budget                     | 85 000 000 $                              | 110 000 000 $                             | 85 000 000 $                              | 70 000 000 $                             |
| Genres                     | comédie policière, film de casse, action  | comédie policière, film de casse, action  | comédie policière, film de casse, action  | comédie policière, film de casse, action |
| Pays de production         | États-Unis                                | États-Unis                                | États-Unis                                | États-Unis                               |
| Sociétés de production     | Warner Bros.                              | Warner Bros.                              | Warner Bros.                              | Warner Bros.                             |
| Sociétés de production     | Village Roadshow Pictures                 |                                           |                                           |                                          |
| Sociétés de production     | Jerry Weintraub Productions               | Jerry Weintraub Productions               | Jerry Weintraub Productions               | Smokehouse Pictures                      |
| Sociétés de production     | Section Eight                             |                                           |                                           |                                          |
| Sociétés de production     | NPV Entertainment                         |                                           |                                           |                                          |
| Sociétés de production     | WV Films II                               |                                           |                                           |                                          |
| Distribution               | Warner Bros.                              | Warner Bros.                              | Warner Bros.                              | Warner Bros.                             |

## Distribution
|                      | Ocean's Eleven (2001)               | Ocean's Twelve (2004)               | Ocean's Thirteen (2007) | Ocean's 8 (2018)     |
| -------------------- | ----------------------------------- | ----------------------------------- | ----------------------- | -------------------- |
| Daniel "Danny" Ocean | George Clooney                      | George Clooney                      | George Clooney          |                      |
| Robert "Rusty" Ryan  | Brad Pitt                           | Brad Pitt                           | Brad Pitt               |                      |
| Linus Caldwell       | Matt Damon                          | Matt Damon                          | Matt Damon              | Coupé au montage     |
| Terry Benedict       | Andy García                         | Andy García                         | Andy García             |                      |
| Basher Tarr          | Don Cheadle                         | Don Cheadle                         | Don Cheadle             |                      |
| Frank Catton         | Bernie Mac                          | Bernie Mac                          | Bernie Mac              |                      |
| Tess Ocean           | Julia Roberts                       | Julia Roberts                       |                         |                      |
| Yen                  | Shaobo Qin                          | Shaobo Qin                          | Shaobo Qin              | Shaobo Qin           |
| Virgil Malloy        | Casey Affleck                       | Casey Affleck                       | Casey Affleck           |                      |
| Turk Malloy          | Scott Caan                          | Scott Caan                          | Scott Caan              |                      |
| Saul Bloom           | Carl Reiner                         | Carl Reiner                         | Carl Reiner             | Coupé au montage     |
| Livingston Dell      | Eddie Jemison                       | Eddie Jemison                       | Eddie Jemison           |                      |
| Reuben Tishkoff      | Elliott Gould                       | Elliott Gould                       | Elliott Gould           | Elliott Gould        |
| Bruiser              | Scott L. Schwartz                   | Scott L. Schwartz                   | Scott L. Schwartz       |                      |
| Roman Nagel          |                                     | Eddie Izzard                        | Eddie Izzard            |                      |
| Topher Grace         | Topher Grace (Dans son propre rôle) | Topher Grace (Dans son propre rôle) |                         |                      |
| l'homme d'affaires   | Jerry Weintraub                     | Jerry Weintraub                     | Jerry Weintraub         |                      |
| Isabel Lahiri        |                                     | Catherine Zeta-Jones                |                         |                      |
| François Toulour     |                                     | Vincent Cassel                      | Vincent Cassel          |                      |
| Gaspar LeMarc        |                                     | Albert Finney                       |                         |                      |
| Matsui               |                                     | Robbie Coltrane                     |                         |                      |
| Willy Bank           |                                     |                                     | Al Pacino               |                      |
| Abigail Sponder      |                                     |                                     | Ellen Barkin            |                      |
| Debbie Ocean         |                                     |                                     |                         | Sandra Bullock       |
| Lou Miller           |                                     |                                     |                         | Cate Blanchett       |
| Daphne Kluger        |                                     |                                     |                         | Anne Hathaway        |
| Tammy                |                                     |                                     |                         | Sarah Paulson        |
| Rose Weil            |                                     |                                     |                         | Helena Bonham Carter |
| Leslie "Nine-Ball"   |                                     |                                     |                         | Rihanna              |
| Amita                |                                     |                                     |                         | Mindy Kaling         |
| Constance            |                                     |                                     |                         | Awkwafina            |

## Sortie

### Box-office
| Film             | Année  | Recettes (en USD) | Recettes (en USD) | Recettes (en USD) | Nombre d'entrées | Nombre d'entrées | Budget (en USD) | Sources                          |
| Film             | Année  | États-Unis Canada | Reste du monde    | Mondial           | France           | Paris            | Budget (en USD) | Sources                          |
| ---------------- | ------ | ----------------- | ----------------- | ----------------- | ---------------- | ---------------- | --------------- | -------------------------------- |
| Ocean's Eleven   | 2001   | 183 417 150       | 267 300 000       | 450 717 150       | 4 658 537        | 1 103 304        | 85 000 000      | Box Office Mojo JP's Box-Office  |
| Ocean's Twelve   | 2004   | 125 544 280       | 237 200 000       | 362 744 280       | 2 954 468        | 728 450          | 110 000 000     | Box Office Mojo JP's Box-Office  |
| Ocean's Thirteen | 2007   | 117 154 724       | 194 157 900       | 311 312 624       | 1 633 507        | 520 516          | 85 000 000      | Box Office Mojo, JP's Box-Office |
| Ocean's 8        | 2018   | 140 218 711       | 157 500 000       | 306 574 318       | 901 037          | 342 075          | 70 000 000      | Box Office Mojo JP's Box-Office  |
| Totaux           | Totaux | 566 334 865       | 856 157 900       | 1 431 348 372     | 10 147 549       | 2 038 740        | 365 000 000     |                                  |

### Critique
| Film             | Rotten Tomatoes      | Metacritic          | Yahoo! Movies     | Allociné             |
| ---------------- | -------------------- | ------------------- | ----------------- | -------------------- |
| Ocean's Eleven   | 82 % (168 critiques) | 74 % (35 critiques) | B (16 critiques)  | 4,1⁄5 (16 critiques) |
| Ocean's Twelve   | 55 % (175 critiques) | 58 % (39 critiques) | B- (12 critiques) | 3,8⁄5 (18 critiques) |
| Ocean's Thirteen | 70 % (195 critiques) | 62 % (37 critiques) | B (15 critiques)  | 2,4⁄5 (24 critiques) |
| Ocean's 8        | 69 % (355 critiques) | 61 % (50 critiques) | NC                | 2,7⁄5 (36 critiques) |

## Personnages

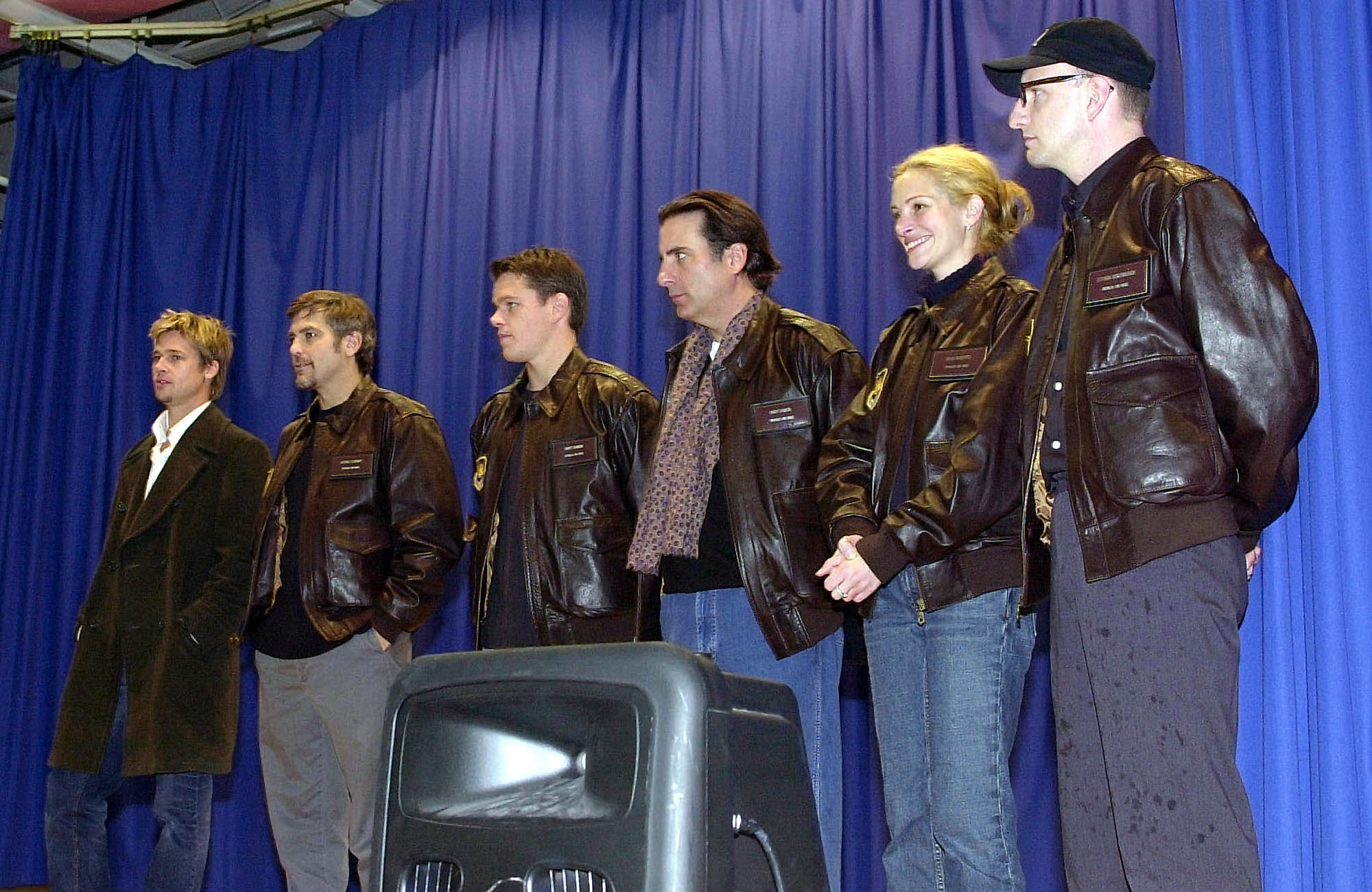
Une partie de l'équipe de Ocean's Eleven à Incirlik Air Base en 2011. De gauche à droite : Brad Pitt, George Clooney, Matt Damon, Andy Garcia, Julia Roberts et Steven Soderbergh

### Danny Ocean
Il est interprété par George Clooney. Frank Sinatra tenait le rôle dans le film original L'Inconnu de Las Vegas en 1960.
Daniel « Danny » Ocean est un « gentleman-braqueur » originaire de New York. Autrefois marié à Tess, ils se séparent à la suite de son incarcération. Tess s'est entre-temps mariée à l'homme d'affaires Terry Benedict, qui dirige le casino le Bellagio à Las Vegas. Danny fait alors appel à ses vieux amis pour braquer le casino et en prime se venger de Benedict...
À la suite du braquage du casino de Benedict, Danny vit caché avec Tess, sous le nom de Diaz. Mais Benedict les retrouve et oblige Danny et ses 10 acolytes à le rembourser, avec les intérêts. Partie se réfugier en Europe, l'équipe de Danny est en plus confrontée à François Toulour, un célèbre voleur français.
Dans le 3e film, Reuben Tishkoff, vieil ami de Danny, a été abusé par Willy Bank et reste dans un état léthargique. Willy Bank a « volé » le projet de casino de Reuben. Danny et ses amis vont alors tout faire pour ruiner les affaires de Bank, avec « l'aide » de Benedict et Toulour.
On apprend dans Ocean's 8 qu'il est mort : sa sœur Debbie se recueille dans un columbarium devant une plaque portant son nom, avec les dates 1963-2018.

### Rusty Ryan
Il est interprété par Brad Pitt.
Robert « Rusty » Ryan est le bras-droit de Danny Ocean et son vieil ami. Rusty est un mec cool au look impeccable[style à revoir]. Alors qu'il est coach de poker pour des stars déchues de la télévision, Danny Ocean, tout juste sorti de prison, l'embarque pour le casse du Bellagio de Terry Benedict.
Grâce à sa part du casse du Bellagio, Rusty se lance ensuite dans l’hôtellerie, avec plus ou moins de succès. Mais comme Terry Benedict les a retrouvés, Ryan et ses amis doivent faire de nouveau un casse pour le rembourser. Ils partent donc en Europe pour gagner de l'argent.
Aussi bien Danny que Rusty, que l'on imaginait volontiers cyniques et moqueurs face à la sensiblerie facile, se montrent concernés par la souffrance des pauvres. On voit ainsi Danny pleurer devant une émission d'Oprah Winfrey où l'on offre à des gens en difficulté financière une maison. Il prétend qu'il épluchait des piments, Rusty se moque puis.... pleure aussi !
Danny fera profiter un camp d'orphelins du tiers monde des largesses de Terry Benedict, à son corps défendant. Celui-ci, beau joueur, transformera l'entourloupe en avantage et finira par passer lui-même dans l'émission d'Oprah Winfrey !

### Linus Caldwell
Il est interprété par Matt Damon.
Il est le fils de criminels et escrocs célèbres, qui le dépannent souvent, au plus grand désespoir de Linus. Il est repéré par Danny Ocean en raison de ses qualités de pickpocket. Engagé pour le casse du Bellagio, Linus se sent constamment mis à l'écart. Il veut toujours faire ses preuves. Il essaie souvent de comprendre les « codes » du milieu, et notamment ceux entre Danny et Rusty.
Lors d'un des casses en Europe, sa mère se fait passer pour un agent d'Interpol pour lui sauver la mise.
À la fin d’Ocean's Thirteen, le père de Linus joue le rôle d'un agent du bureau des jeux du Nevada, qui travaillerait en collaboration avec la compagnie de casinos Bank. Ce stratagème permet d'une part le remplacement des sabots de distribution des cartes de blackjack par des sabots truqués, d'autre part la sortie de Linus, lesté des diamants (prétendument faux), par l'héliport de l'hôtel, lors d'une prétendue arrestation. Ce 3e opus permet à Linus d'être enfin considéré à sa juste valeur par son père et ses complices. S'ils l'obligent à se munir d'un "accélérateur chimique" (en double dose !) pour séduire Abigail et s'ils se moquent de son faux nez (au point de le lui arracher douloureusement devant Abigail), ils finissent néanmoins par reconnaître ses qualités. Le père de Linus lui propose un rôle dans une de ses arnaques et, à cette annonce (faite dans l'aéroport, en toute fin de film), Danny et Rusty hochent la tête, visiblement impressionnés.

### Reuben Tishkoff
Il est interprété par Elliott Gould.
Reuben Tishkoff est un homme d'affaires juif, assez exubérant. Il a autrefois été un homme important à Las Vegas, où il possédait notamment un casino (ensuite détruit par Terry Benedict). Vivant dans la richesse, Reuben accepte de participer au casse, avec ses amis Danny et Rusty, seulement pour se venger de Benedict.
Alors qu'il tente de monter un nouveau casino, il se fait escroquer par son associé Willy Bank et sombre dans une sorte d'état léthargique. Toute l'équipe va alors se plier en quatre pour le venger.
Il réapparait ensuite dans Ocean's 8, aux côtés de la sœur de Danny, Debbie. Il la conseille pour éviter qu'elle ne fasse des erreurs.

### Saul Bloom
Il est interprété par Carl Reiner.
Saul est un vieux voleur retraité, qui souffre d'ulcères. Malgré cela, il n'hésite pas à donner des coups de mains à ses amis Rusty et Danny.

### Basher Tarr
Il est interprété par Don Cheadle.
Basher Tarr est l'expert en munitions et explosifs de la bande de Danny.
Par ailleurs, dans le troisième volet des aventures de la bande, et comme pour d'autres personnages, le caractère profond de Tarr est fouillé. On s'aperçoit qu'il est ainsi l'un des plus humains : il écrit des lettres à Reuben car il a lu des ouvrages de psychologie qui expliquent que cela lui sera bénéfique. Derrière ses allures de bricoleur un peu "bourrin", il est en fait un des personnages les plus fins de l'équipe. Il lit d'ailleurs de mystérieuses revues que Linus refuse de lui acheter, n'assumant pas. Sont-ce des revues érotiques ? En tout cas, Basher traite Linus de coincé face à ce refus.
Anecdote : dans un téléfilm consacré au Rat Pack (la bande des amis de Frank Sinatra à Las Vegas), Don Cheadle joue le rôle de Sammy Davis, Jr.. Or, dans le film original qui a inspiré Ocean's Eleven, dans lequel Sinatra jouait Danny Ocean, c'est Sammy Davis qui jouait le rôle du "noir bricoleur". Un personnage ressemblant à s'y méprendre à celui de Don Cheadle.

### Frank Catton
Il est interprété par Bernie Mac.
Frank Catton est un ancien croupier qui a travaillé dans de nombreux casinos de Las Vegas. Frank aime prendre soin de son look, notamment de ses ongles. Après le casse du Bellagio, il ouvre notamment un salon de manucure. Il aime jouer la carte du racisme pour se défendre.

### Livingston Dell
Il est interprété par Eddie Jemison.
Livingston est l'expert en technologie et informatique de la bande. Il est très discret et peu à l'aise en public.

### Les frères Malloy
Virgil et Turk sont respectivement interprétés par Casey Affleck et Scott Caan.
Originaires de Provo en Utah, les frères Malloy (ou les jumeaux mormons) Virgil et Turk sont engagés par Danny pour leur capacité à se mettre dans la peau de n'importe quel personnage. Ils passent leur temps à se chamailler et sont toujours en compétition.

### Yen
Il est interprété par Shaobo Qin.
Yen « le Magnifique » (The Amazing Yen) est un acrobate et contorsionniste chinois, recruté dans un cirque par Danny Ocean. Bien qu'il ne parle que le mandarin, il parvient toujours à se faire comprendre du reste de l'équipe.
C'est le seul membre de l'équipe qui participe au nouveau groupe réuni par Debbie Ocean, la sœur de Danny, dans Ocean's 8.

### Terry Benedict
Il est interprété par Andy García.
Terry Benedict est le propriétaire du casino Bellagio Las Vegas. Il est avec Tess, l'ex-femme de Danny Ocean. Il est très influent et respecté à Las Vegas. Malgré cela, l'équipe de Danny parvient à lui voler son coffre-fort... et sa femme !
Terry cherche ensuite à se venger. Il retrouve un à un les « 11 de Ocean ». Il exige le remboursement avec intérêts du contenu du coffre. Vicieux, il engage le voleur français François Toulour pour contrecarrer leurs plans de casse...
Terry et Danny mettent ensuite leur haine de côté pour se venger de Willy Bank. Ce dernier a créé The Bank, un casino qui fait de l'ombre au Bellagio.

### François Toulour
Il est interprété par Vincent Cassel.
Surnommé le "Renard de la nuit" (Night Fox), François Toulour est un voleur français très renommé. Il vole pour l'adrenaline et non pour l'argent (c'est un Baron fortuné). Il se lance dans une compétition impitoyable avec la bande de Danny Ocean pour dérober un Œuf de Fabergé.
Toulour s'associe également à Terry Benedict pour se venger des 11.

### Willy Bank
Il est interprété par Al Pacino.
Willy Bank est un gérant d'hôtel à succès. Il ouvre le casino The Bank à Las Vegas, après avoir arnaqué son ancien associé Reuben Tishkoff. Ce dernier tombe alors dans un état léthargique. Danny Ocean et ses amis feront tout pour venger leur ami et gâcher l'ouverture très médiatisée du nouveau casino de Bank.

### Tess Ocean
Elle est interprétée par Julia Roberts.
Elle est l'ex-femme de Danny Ocean. À la suite de l'incarcération de ce dernier, elle divorce et se marie avec Terry Benedict. À sa sortie de prison, Danny fait tout pour la récupérer et par la même occasion se venger de Benedict. Découvrant, la vraie nature de ce dernier, elle décide de retourner avec Danny.
Alors qu'ils vivent cachés sous le nom de Diaz, Tess et Danny sont retrouvés par Benedict, qui veut être remboursé. Pour rembourser l'homme d'affaires, Danny et ses hommes partent faire des casses en Europe. Tess les rejoindra dans l'urgence car beaucoup se font repérer et arrêter. Elle se fait passer pour l'actrice Julia Roberts enceinte pour voler l'Œuf de Fabergé dans un musée italien. Elle se fera à son tour arrêter...

### Isabel Lahiri
Elle est interprétée par Catherine Zeta-Jones.
Isabel est une ex-copine de Rusty Ryan en Italie, qu'il a dû quitter en apprenant qu'elle était un agent d'Europol sur ses traces. Elle est spécialisée dans les vols et connait toutes les combines des voleurs, apprises par son père (lui-même ancien voleur, qui l'a ensuite abandonnée). Travaillant désormais à Amsterdam, elle retrouve Rusty et enquête sur la bande de Danny Ocean. Après de nombreuses arrestations, Rusty parvient à la convaincre de partir avec lui. Il l’emmène auprès de son père, qu'elle n'avait pas vu depuis des années. Elle découvre que ce dernier n'est autre que Gaspar LeMarque, voleur de légende.

### Abigail Sponder
Elle est interprétée par Ellen Barkin.
Elle est le bras-droit dévoué de Willy Bank. Elle sera abusée par Linus, qui utilise une substance chimique pour la séduire.

### Roman Nagel
Il est interprété par Eddie Izzard.
C'est un voleur britannique expert en technologie, ami de longue date de Rusty et Frank. Il fabrique notamment une réplique en hologramme de l'Œuf de Fabergé que la bande de Danny doit voler en Italie.

### Bruiser
Il est interprété par Scott L. Schwartz.
C'est un colosse tatoué de partout mais au cœur tendre. C'est un ami de Danny Ocean. Ce dernier lui offre 2 millions de dollars pour faire croire qu'il l'a tabassé, comme le voulait Terry Benedict...
Bruiser réapparait ensuite dans la peau d'un avocat, pour libérer Frank à Amsterdam.

### Topher Grace
Il est interprété par Topher Grace lui-même.
L'acteur Topher Grace rencontre Rusty Ryan, ce dernier étant coach poker pour d'anciennes célébrités de télévision.
Topher retrouve ensuite Rusty dans l'hôtel de ce dernier. Topher, alcoolisé et perdu, a saccagé une chambre...

### Debbie Ocean
Elle est interprétée par Sandra Bullock.
Elle est la sœur de Danny Ocean. Elle pratique aussi le vol et l'arnaque, comme à priori plusieurs membres de la famille... Après 5 ans de prison, elle décide de se venger de son ex-petit-ami en dérobant par la même occasion un collier de diamants estimés à 150 millions de dollars.